# 榆树屯镇
榆树屯镇是中国黑龙江省齐齐哈尔市昂昂溪区下辖的一个镇。

## 行政区划
榆树屯镇下辖以下地区：
友谊社区、化工社区、东风社区、红旗社区、大五福玛村、稻田朝鲜族村、胜合村、心合村、红胜村、中心村、头站村、大兴屯村、榆树屯村、后五家子满族村、霍托气村和大阿拉街满族村。